# System R (järnväg)
System R, tidigare Radioblock, är en förenklad typ av fjärrblockering som i Sverige enbart finns på Tjustbanan mellan Linköping och Jenny före Västervik samt på Stångådalsbanan mellan Linköping och Rimforsa. Radioblock togs i bruk 1995.
I radioblockeringen sker signaleringen till RATC-utrustningen, som kompletterar fordonets ATC-utrustning, via radio. Meddelandena kommer från radioblockcentralen, ett ställverk, placerat i Linköping. Lokförarens körbesked presenteras därefter i fordonets ATC-utrustning. Det finns inga optiska signaler längs banan för System R men det finns signalpunktstavlor och balisgrupper med fast meddelande stopp. Fungerande radiokommunikation ger tillstånd att passera signalpunkten. RATC-utrustningen i fordonet skickar meddelanden till radioblockcentralen när den passerar signalpunkter i baliser längs banan. Detta friställer den passerade bandelen för nästa tåg. För att kunna använda System R måste fordonen vara utrustade med RATC.
I System R finns det inga fjärrstyrda ställverk vid mötesstationerna även om en del har lokala ställverk. Istället används fjäderväxlar som är uppkörbara, det vill säga tåg får passera växlar som står i fel läge, dock högst i 40 km/tim. Undantaget är vid Bjärka-Säby där det finns fjärrstyrda motordrivna växlar för att kunna växla till Tjustbanan från Stångådalsbanan. Före växlarna finns det lokalt kontrollerade optiska kontrollsignaler och balisgrupper som signalerar stopp eller passera beroende på växelns läge.
Alla vägskyddsanläggningar fungerar på samma sätt som på andra banor och är helt fristående från radioblockcentralen.
Trafikverket planerade att ersätta System R med ERTMS nivå 2, eller ERTMS Regional men i den gällande Nationella planen för investeringar 2018–2029 så togs inte detta med vilket har skapat oro för att redan beställda tåg inte kan användas på banan. Om inget görs kommer Tjustbanans tåg inte kunna gå till Linköping när stambanan får ERTMS i framtiden, vilket beror på att tåg måste ha ERTMS installerat för att få gå på banor med ERTMS, och dubbel installation ERTMS och System R i tåg planeras inte. Man har av denna anledning skjutit upp införande av ERTMS i Linköping till cirka 2030 då man i projektet Ostlänken antas bygga fler spår så att Tjustbanan kan få eget spår till Linköpings station. Men det gör att utländska tåg utan svensk ATC inte får passera Linköping under flera år, vilket bryter mot en av EU:s viktigaste intentioner med ERTMS.